# Wacyn (Radom)
Wacyn – dzielnica mieszkaniowa położona w zachodnim Radomiu, do 1954 wieś pod nazwą Wacyn-Kolonia.
Od północy sąsiaduje z Janiszewem, od zachodu ze wsią Wacyn, od południa z Kozią Górą, a od wschodu z Zamłyniem i Kapturem Dominuje zabudowa jednorodzinna. Głównymi ulicami dzielnicy są: Czarnieckiego, Zielona, Langiewicza, Malczewskiej, Listopadowa. Na Wacynie znajduje się Kolegium Licencjackie UMCS, ogródki działkowe oraz wieża radiowa. Na Wacyn można dojechać autobusami linii nr 6, 10, 12 i 25. 
Dzielnica powstała częściowo na terenie wsi Wacyn oraz głównie na terenie wsi Kolonia Wacyn.